# Ceruchus chrysomelinus
Ceruchus chrysomelinus (Hochenwarth, 1758) è un coleottero della famiglia dei Lucanidi, sottofamiglia Syndesinae.

## Descrizione
Si tratta di un insetto di medio-piccole dimensioni, la taglia si aggira tra i 12 e i 18 mm. Ha forma allungata, con corpo cilindrico di colore nero lucido.
Il capo è trasverso, con una leggera incavatura sul davanti che si nota soprattutto nei maschi. La punteggiatura del capo è fine tranne che sui lati dove è densa e grossolana tanto da formare delle rughe.
Le mandibole sono diritte o poco incurvate e presentano all'interno una frangia di setole. Quest'ultima è molto più vistosa e densa nei maschi che nelle femmine. Le mandibole maschili sono molto più grandi di quelle femminili, più lunghe del capo dell'animale, e sono provviste di due forti denti, uno basale e uno mediano rivolto verso l'alto.
Il pronoto è completamente ribordato.
Le antenne sono leggermente più grandi nel maschio, e in entrambi i sessi presentano una clava antennale formata da tre articoli.

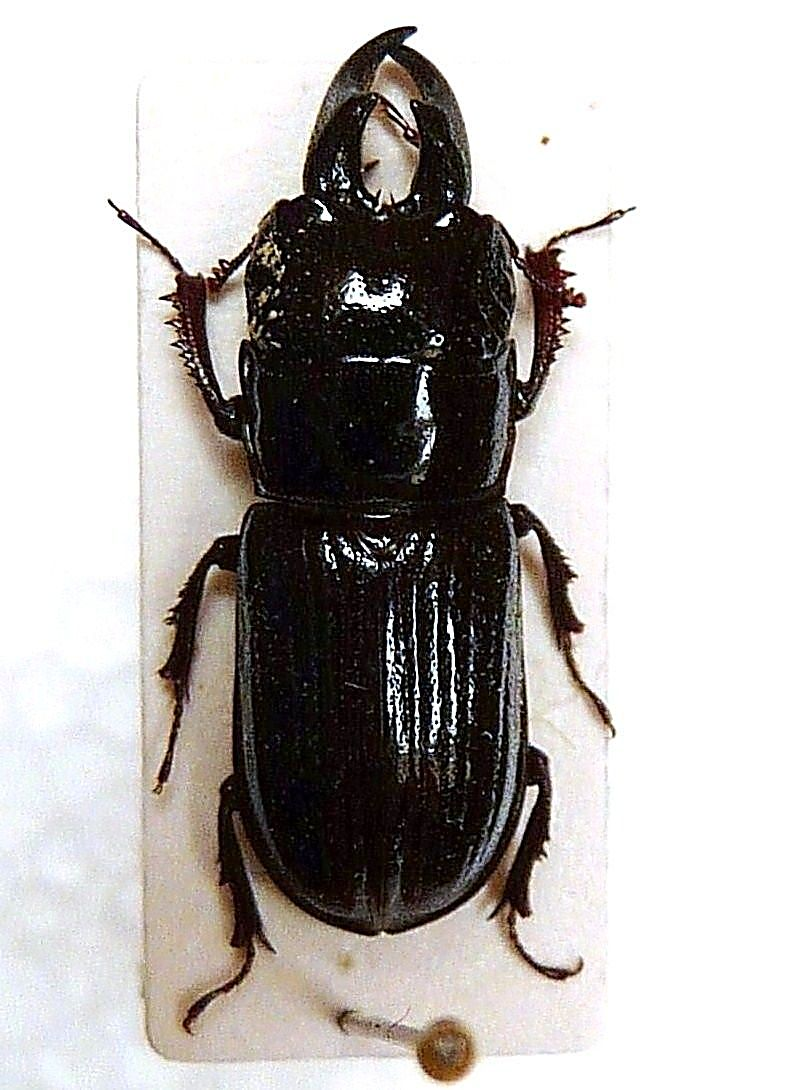
Maschio di Ceruchus chrysomelinus

Le elitre sono oblunghe e provviste di 9-10 strie.
La punteggiatura su tutto il corpo è più densa e grossolana sulle femmine che sui maschi.

## Biologia
Le larve di questa specie sono saproxylofaghe si nutrono cioè del legno morto in decomposizione. Si rinvengono quasi esclusivamente su legno di conifere, come abeti, pecci e pini ma sono state ritrovate saltuariamente anche in ceppi di faggio, quercia, betulla e ontano. Tipicamente vengono colonizzati solo tronchi piuttosto grandi ed in avanzato stato di decomposizione.
Gli adulti vivono negli stessi ceppi dove si rinvengono le larve, in questi scavano delle gallerie dove deporre le uova.
L'intero ciclo biologico dura 2-3 anni, le larve si impupano in estate e gli adulti già formati in autunno svernano nelle cellette pupali per poi comparire la primavera successiva.

## Distribuzione e habitat
L'areale di questa specie comprende i seguenti stati:
Austria, Bielorussia, Bosnia ed Erzegovina, Bulgaria, Croazia, Cipro, Repubblica Ceca, Estonia, Finlandia, Francia (assente in Corsica), Italia, Lettonia, Lituania, Montenegro, Norvegia, Polonia, Romania, Russia (Russia europea), Serbia, Slovacchia, Slovenia, Svezia, Svizzera e Ucraina, non è certa la presenza in Spagna.
In Italia è presente solo al nord e nell'Appennino tosco-romagnolo.
L'habitat di questo insetto sono le vecchie foreste di montagna in zone fredde ed umide, dove può trovare i grossi ceppi in decadimento di cui si nutre.

## Conservazione
Nonostante l'areale di questa specie sia molto vasto in realtà è un insetto molto raro da incontrare, e le popolazioni sono poche, molto localizzate e in genere in declino.
Il fatto che questo animale sia legato ad un habitat molto specifico e in rarefazione ha spinto la IUCN a classificarlo nella sua lista rossa come prossimo alla minaccia di estinzione (Near threatened).
Altri fattori di rischio oltre alla perdita e al degrado dell'habitat sono le grandi distanze che intercorrono tra una popolazione e l'altra e che in futuro potrebbero portare ad un eccessivo impoverimento genetico